# Bruno Soriano
Pour les articles homonymes, voir Bruno.
Bruno Soriano Llido dit Bruno, né le 12 juin 1984 à Artana dans la province de Castellón, est un ancien footballeur international espagnol évoluant au poste de milieu défensif.

## Biographie

### Villarreal CF
Bruno Soriano est un produit du système de formation du Villarreal CF. Entre 2004 et 2007, il joue avec l'équipe B du club jusqu'à en devenir le capitaine, notamment lors de la saison 2006-2007 ou l'équipe, alors en Troisième division espagnole, accède à la Segunda Division B. Il alterne alors entre équipe première et l'équipe réserve. Le 1er octobre 2006, il fait ses débuts avec l'équipe première lors d'une victoire 2 à 1 face au RCD Majorque. Ses trois apparitions en équipe première pousse l'entraîneur actuel du club, Manuel Pellegrini, à le faire jouer, la saison suivante, en équipe première.
Lors de la saison 2007-2008, Villarreal réalise sa meilleure saison en Liga puisque le club termine deuxième, à 8 points du Real Madrid. Il s'installe au milieu de terrain aux côtés de Marcos Senna même si, en fin de saison, son coéquipier Sebastián Eguren. 
En 2008, l'arrivée d'Edmílson constitutait un concurrent supplémentaire pour son poste de milieu défensif. Ainsi, il n'hésite pas à dépanner à d'autres postes comme celui de latéral gauche pour continuer à jouer dans son club de cœur.   
Le 5 août 2010, Vicente del Bosque appelle Bruno comme étant l'un des trois nouveaux joueurs de l'équipe d'Espagne victorieuse de la coupe du monde en Afrique du Sud, lors d'un match amical contre le Mexique. Le 11 août à Mexico, il fait ses grands débuts en sélection, jouant 71 minutes lors d'un match se terminant par un match nul 1–1.   
Il aurait probablement perdu sa place après 2012, puisque Villarreal d'installe dans les premières places de la Liga et joue dans les compétitions européennes. Néanmoins, le club est relégué le 13 mai 2012, lors d'une défaite face à l'Atlético de Madrid, où jouait alors Radamel Falcao. Le club évolue ainsi en Segunda Division lors de la saison 2012-2013. C'est alors que d'importants joueurs de Villarreal changent de club à l'instar de Borja Valero ou de Giuseppe Rossi qui sont vendus à la Fiorentina. Bruno, malgré l'intérêt montré par de grands clubs tels que Valence, Arsenal ou l'Atletico de Madrid, reste loyal à son club formateur. club parvient tout de même à terminer deuxième de sa division derrière Elche et retrouve ainsi la Liga BBVA,. 
Le 2 décembre 2013, Bruno remporte le Prix LFP de meilleur milieu défensif du championnat de D2 2012-2013 ainsi que le prix du fair-play.
Durant la saison 2015-2016, Bruno, qui porte le brassard de capitaine, évolue dans les toutes premières places de la Liga. En effet, le club se bat maintenant pour accéder à l'Europe et notamment la Ligue des Champions. Bruno est décisif à plusieurs reprises lors de cette saison, notamment lors du derby face à Valence le 31 décembre 2015, où Bruno marque un coup franc en pleine lucarne. Villarreal, avec 61 points, est au soir de la 35e journée en quatrième place de la Liga derrière les indétrônables FC Barcelone, Atletico de Madrid et Real Madrid. Ils accéderaient donc à la Ligue des Champions. Le 28 avril 2016, lors de la demi-finale aller de Ligue Europa, Villarreal s'impose sur le score de 1 à 0 grâce à un but dans les arrêts de jeu grâce à Adrian Lopez,. L'équipe de Bruno Soriano se place donc dans de bonnes dispositions pour affronter Liverpool à Anfield. En Ligue Europa cette saison, il s'agit de la septième victoire à domicile en autant de match au Madrigal. Néanmoins, Liverpool remporte le match retour 3 à 0 à Anfield. Bruno Soriano est fautif lors de l'ouverture du score, puisqu'il marque contre son camp à la 7e minute. Réduit à 10 par la suite, les joueurs de Villarreal ne parviennent pas à renverser la tendance,. En Liga, Villarreal termine à la quatrième place du championnat, derrière l'Atlético de Madrid, le Real Madrid et les champions du FC Barcelone, et se qualifie pour les barrages de la Ligue des champions 2016-2017. 
À la suite de ses bonnes performances avec Villarreal, il est membre de la liste provisoire de 25 joueurs espagnols sélectionnés pour disputer l'Euro 2016 puis fait partie de la liste définitive de 23 joueurs annoncée le 31 mai.
Le 18 juillet 2020, son club de Villarreal annonce sur les réseaux sociaux, qu’il prend sa retraite à l’âge de 36 ans.

## Statistiques
| Saison                | Club                  | Championnat           | Championnat | Championnat | Championnat | Coupe(s) nationale(s) | Coupe(s) nationale(s) | Coupe(s) nationale(s) | Compétition(s) continentale(s) | Compétition(s) continentale(s) | Compétition(s) continentale(s) | Compétition(s) continentale(s) | Total | Total | Total |
| Saison                | Club                  | Division              | M.          | B.          | P.d.        | M.                    | B.                    | P.d.                  | Comp.                          | M.                             | B.                             | P.d.                           | M.    | B.    | P.d.  |
| 2006-2007             | Villarreal CF         | PD                    | 3           | 0           | 0           | 1                     | 0                     | 0                     | C4                             | 1                              | 0                              | 0                              | 5     | 0     | 0     |
| 2007-2008             | Villarreal CF         | PD                    | 21          | 0           | 0           | 4                     | 1                     | 0                     | C3                             | 6                              | 0                              | 0                              | 31    | 1     | 0     |
| 2008-2009             | Villarreal CF         | Liga                  | 25          | 0           | 0           | 2                     | 0                     | 0                     | C1                             | 7                              | 0                              | 0                              | 34    | 0     | 0     |
| 2009-2010             | Villarreal CF         | Liga                  | 33          | 0           | 0           | 4                     | 0                     | 0                     | C3                             | 6                              | 0                              | 0                              | 43    | 0     | 0     |
| 2010-2011             | Villarreal CF         | Liga                  | 37          | 0           | 0           | 4                     | 0                     | 0                     | C3                             | 15                             | 0                              | 0                              | 56    | 0     | 0     |
| 2011-2012             | Villarreal CF         | Liga                  | 37          | 3           | 1           | 2                     | 0                     | 0                     | C1                             | 7                              | 0                              | 0                              | 46    | 3     | 1     |
| 2012-2013             | Villarreal CF         | Liga Adelante         | 36          | 4           | 2           | 1                     | 0                     | 0                     | -                              | -                              | -                              | -                              | 37    | 4     | 2     |
| 2013-2014             | Villarreal CF         | Liga                  | 36          | 6           | 2           | 3                     | 0                     | 0                     | -                              | -                              | -                              | -                              | 39    | 6     | 2     |
| 2014-2015             | Villarreal CF         | Liga                  | 24          | 2           | 1           | 5                     | 1                     | 0                     | C3                             | 8                              | 2                              | 0                              | 37    | 5     | 1     |
| 2015-2016             | Villarreal CF         | Liga                  | 31          | 5           | 1           | 2                     | 0                     | 0                     | C3                             | 12                             | 2                              | 0                              | 45    | 7     | 1     |
| 2016-2017             | Villarreal CF         | Liga                  | 34          | 4           | 2           | 1                     | 0                     | 0                     | C1+C3                          | 2+8                            | 0+1                            | 0+1                            | 45    | 5     | 3     |
| 2017-2018             | Villarreal CF         | Liga                  | -           | -           | -           | -                     | -                     | -                     | C3                             | -                              | -                              | -                              | 0     | 0     | 0     |
| 2018-2019             | Villarreal CF         | Liga                  | -           | -           | -           | -                     | -                     | -                     | C3                             | -                              | -                              | -                              | 0     | 0     | 0     |
| 2019-2020             | Villarreal CF         | Liga                  | 6           | 0           | 0           | -                     | -                     | -                     | -                              | -                              | -                              | -                              | 6     | 0     | 0     |
| Total sur la carrière | Total sur la carrière | Total sur la carrière | 322         | 25          | 6           | 29                    | 2                     | 0                     | -                              | 72                             | 5                              | 1                              | 423   | 32    | 7     |